# Sarm es-Sejk
Sarm es-Sejk (arabul: شرم الشيخ, angolos átírásban Sharm el-Sheikh) a Sínai-félsziget legnagyobb települése a félsziget déli részén, Egyiptomban. A félsziget legdélibb pontján fekszik az Akabai-öböl szájánál.
Sarm es-Sejkbe főleg a búvárkodást és a tengert kedvelő turisták utaznak. Több városrésze is van a városnak, a legjelentősebb a Naama Bay és az Old Market (=régi piac). Naama Bay az újabb rész, tipikus turistacentrum, míg az Old Market a régi városrész. Mindkettő bővelkedik bazárokban és kávézókban. Több kikötővel rendelkezik a város, a legnagyobb a Travco Marina. A másik jelentős kikötő a Shark Baynél (Cápa-öböl) található. Sarm es-Sejkből buszjárat közlekedik Dahab városába, továbbá a fővárosba, Kairóba.
Sarm es-Sejk alig néhány évtizede még csak egyszerű beduin halászfalunak számított. A Sínai-félsziget sorsa a 20. század második felében kalandos volt, ugyanis 1956-ban Izrael elfoglalta a területet, amelyet a következő évben Egyiptom visszafoglalt. A viszonylagos nyugalom kilenc évig tartott, 1967-ben a hatnapos háború alkalmával Izrael ismét megszállta a félszigetet. 1982 óta ismét egyiptomi terület a Sínai-félsziget.
Az 1982-es kivonulást követően az egyiptomi kormány elkezdte támogatni a turizmust a városban, így az évszázad utolsó évtizedeiben számtalan nagy nevű szállodalánc nyitott itt hotelt.
A város legelső szállodája a Helnan Marina Sharm Hotel volt, amelyet óriási tisztelet övez, hiszen ez a hotel kezdte meg azt a folyamatot, amely ma számos arab és beduin ember számára biztosítja a megélhetést, a nagyon élénk turizmust. Sarm es-Sejkben az elmúlt évtizedekben rengeteg búvárközpont, apró bolt, étterem, kávézó, szórakozóhely és egy bevásárlóközpont épült. Az elmúlt évek robbantásai ellenére a félsziget biztonságos.
A Sarm es-Sejk-i nemzetközi repülőtér az ország harmadik legforgalmasabb repülőtere.

## Éghajlat
| Hónap                                           | Jan. | Feb. | Már. | Ápr. | Máj. | Jún. | Júl. | Aug. | Szep. | Okt. | Nov. | Dec. | Év   |
| ----------------------------------------------- | ---- | ---- | ---- | ---- | ---- | ---- | ---- | ---- | ----- | ---- | ---- | ---- | ---- |
| Átlagos max. hőmérséklet (°C)                   | 21,7 | 22,4 | 25,0 | 29,8 | 34,0 | 37,0 | 37,5 | 37,5 | 35,4  | 31,5 | 27,0 | 23,2 | 30,2 |
| Átlagos min. hőmérséklet (°C)                   | 13,3 | 13,7 | 16,0 | 20,0 | 23,8 | 26,5 | 26,7 | 28,0 | 26,5  | 23,4 | 19,0 | 15,0 | 21,0 |
| Átl. csapadékmennyiség (mm)                     | 0    | 0    | 1    | 0    | 0    | 0    | 0    | 0    | 0     | 1    | 1    | 0    | 2    |
| Forrás: World Meteorological Organization, NOAA |      |      |      |      |      |      |      |      |       |      |      |      |      |

## Testvérvárosai
Hévíz, Magyarország